# South Kilvington
South Kilvington är en ort och civil parish i Storbritannien.   Den ligger i grevskapet North Yorkshire och riksdelen England, i den centrala delen av landet, 300 km norr om huvudstaden London. South Kilvington ligger 42 meter över havet och antalet invånare är 231.
Terrängen runt South Kilvington är platt åt sydväst, men åt nordost är den kuperad. Runt South Kilvington är det ganska tätbefolkat, med 67 invånare per kvadratkilometer. Närmaste större samhälle är Thirsk, 1,8 km söder om South Kilvington. Trakten runt South Kilvington består till största delen av jordbruksmark.